# يوجينة منطبقة
يوجينة منطبقة (الاسم العلمي: Eugenia conduplicata) هي نوع من النباتات تتبع جنس اليوجينة من فصيلة الآسية.